# ناو کونیگزبرگ
ناو کونیگزبرگ (به انگلیسی: German cruiser Königsberg) یک کشتی است که طول آن ۱۷۴ متر (۵۷۱ فوت) می‌باشد. این کشتی در سال ۱۹۲۷ ساخته شد.